# Chironomus brunneus
Chironomus brunneus är en tvåvingeart som beskrevs av Freeman 1954. Chironomus brunneus ingår i släktet Chironomus och familjen fjädermyggor. Inga underarter finns listade i Catalogue of Life.